# São José, Santa Catarina
São José är en stad och kommun i Brasilien och ligger i delstaten Santa Catarina. Staden ingår i Florianópolis storstadsområde. Kommunen hade år 2014 cirka 230 000 invånare.

## Administrativ indelning
Kommunen var 2010 indelad i tre distrikt:
- Barreiros
- Centro Histórico de São José
- São José